# Bisdom Melfi-Rapolla-Venosa
Het bisdom Melfi-Rapolla-Venosa (Latijn: dioecesis Melphiensis-Rapollensis-Venusina, Italiaans: diocesi di Melfi-Rapolla-Venosa) is een in Italië gelegen rooms-katholiek bisdom met zetel in de stad Melfi. Het bisdom behoort tot de kerkprovincie Potenza-Muro Lucano-Marsico Nuovo en is samen met de aartsbisdommen Acerenza en Matera-Irsina en de bisdommen Tricarico en Tursi-Lagonegro suffragaan aan het aartsbisdom Potenza-Muro Lucano-Marsico Nuovo.

## Geschiedenis
Het bisdom Venosa bestond reeds in de 3e eeuw. Vanaf de 5e eeuw zijn er namen van bisschoppen van Venosa bekend. De bisdommen Melfi en Rapolla werden in de 11e eeuw tijdens de Normandische overheersing opgericht. Het bisdom Rapolla is ontstaan door toedoen van een Basilianer monnik die in de 10e eeuw vanuit Griekenland naar Italië kwam.
Melfi had een belangrijke regionale functie aangezien hier in de 11e eeuw regelmatig kerkvergaderingen plaatsvonden. Zo erkende paus Nicolaas II tijdens een synode in de zomer van 1059 in Melfi de rechtmatigheid van de aanspraken die de Normandische edelen Robert Guiscard en Richard van Aversa maakten op de door hen veroverde gebieden in Zuid-Italië. De beide heren legden hierbij een belofte af de paus te steunen in zijn strijd tegen tegenpaus Benedictus X. In 1089 vond ook een synode in Melfi plaats onder leiding van paus Urbanus II. Tijdens deze vergadering werden maatregelen tegen het priesterhuwelijk besproken: getrouwde subdiakenen zouden uit het ambt worden gezet, bij onverbeterlijkheid van de vrouw zou deze als slavin worden toegewezen aan de landsheer. De excommunicatie van de Byzantijnse keizer Alexios I, die oorspronkelijk tegen zijn voorganger Nikephoros III was uitgesproken, werd opgeheven. Aan de keizer werd militaire steun toegezegd in de strijd tegen de ongelovigen en bovendien werd toegezegd de Normandiërs te weerhouden van aanvallen op Byzantijnse gebieden. Tegelijkertijd werd de druk op de orthodoxe kerkleider opgevoerd om de roomse heerschappij te aanvaarden.
Op 16 mei 1528 werden de bisdommen Melfi en Rapolla door paus Clemens VII verenigd. Op 30 september 1986 werd het bisdom Venosa aan het territorium toegevoegd.

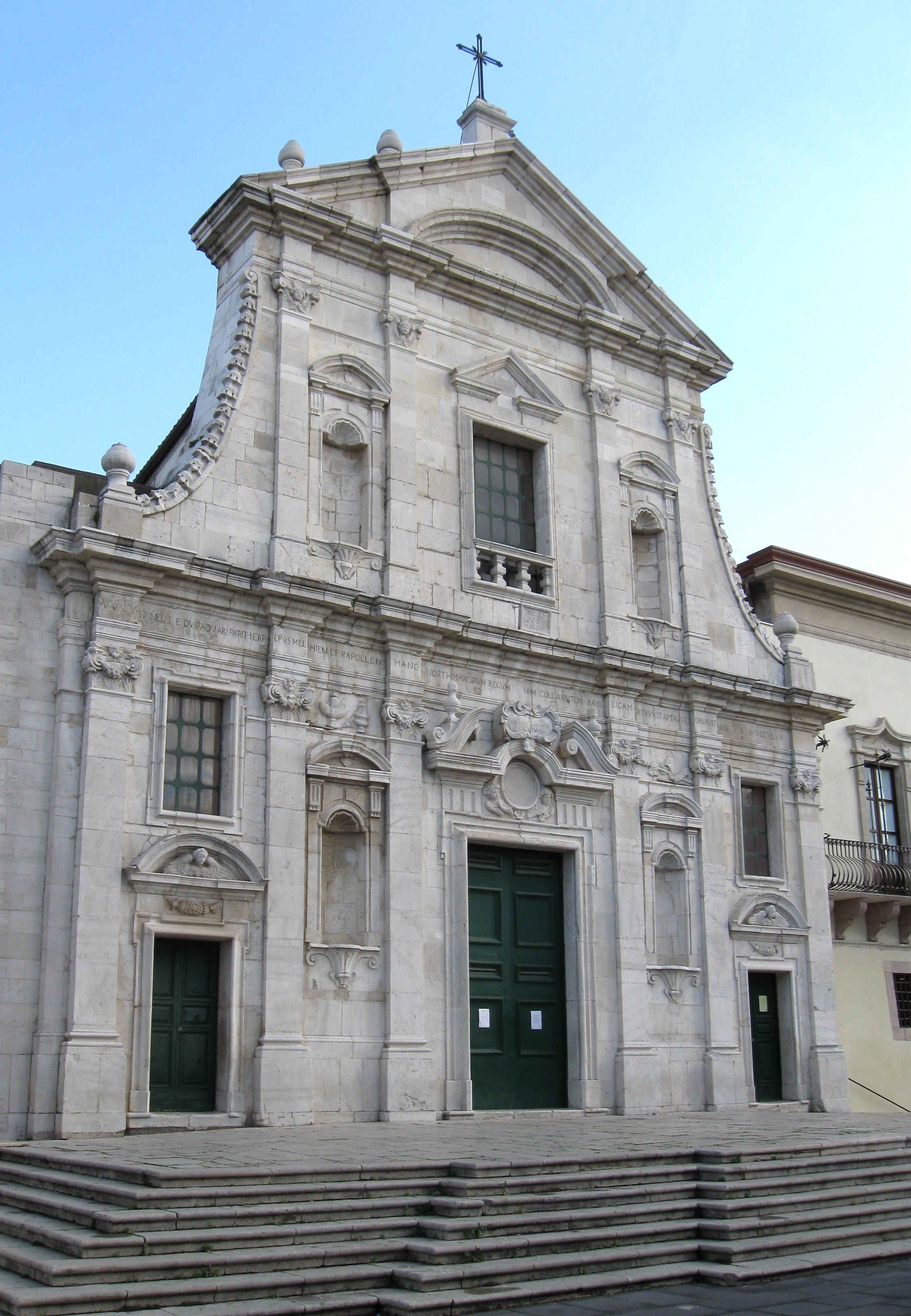
Kathedraal van Melfi
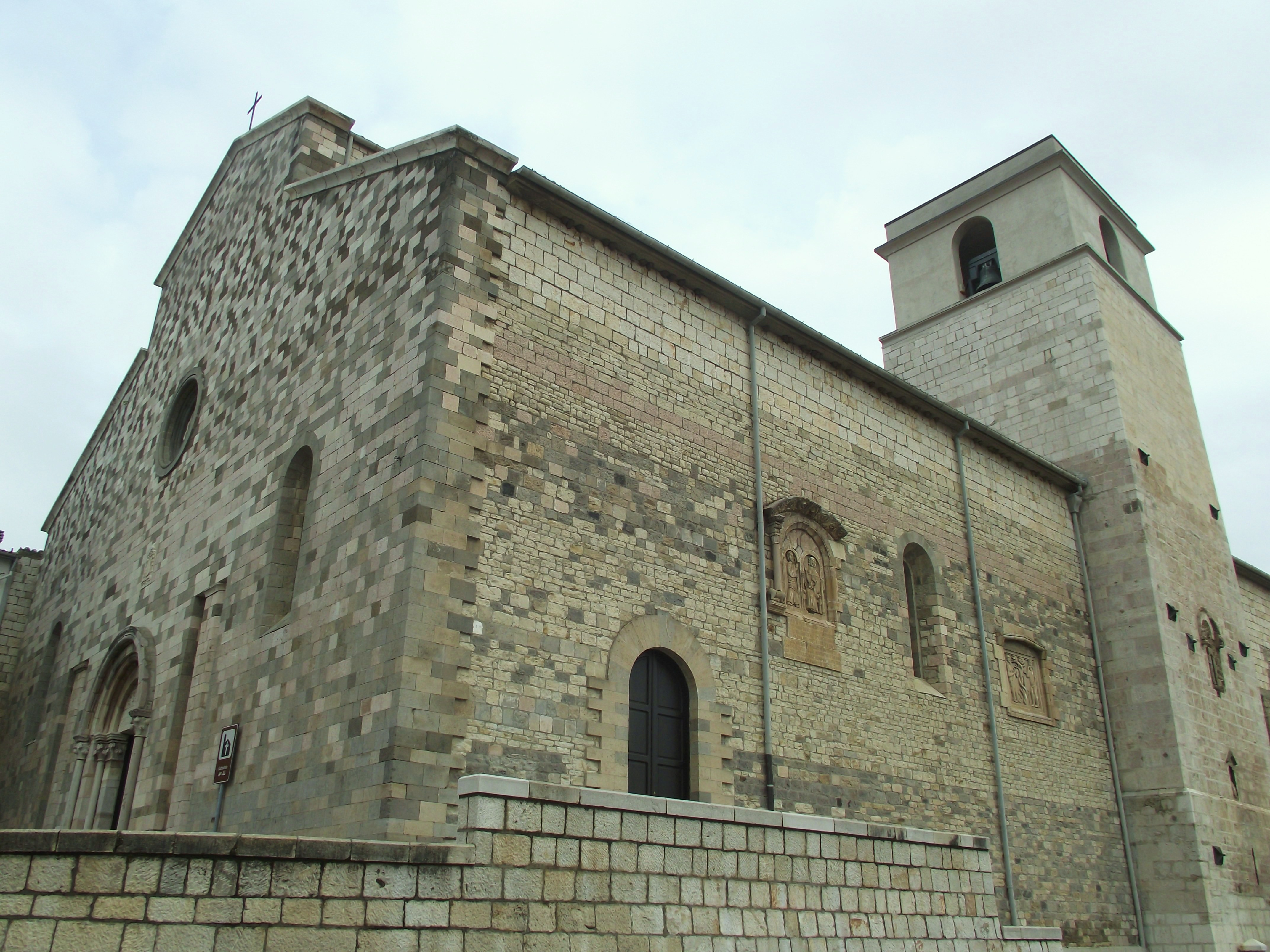
Cokathedraal van Rapolla
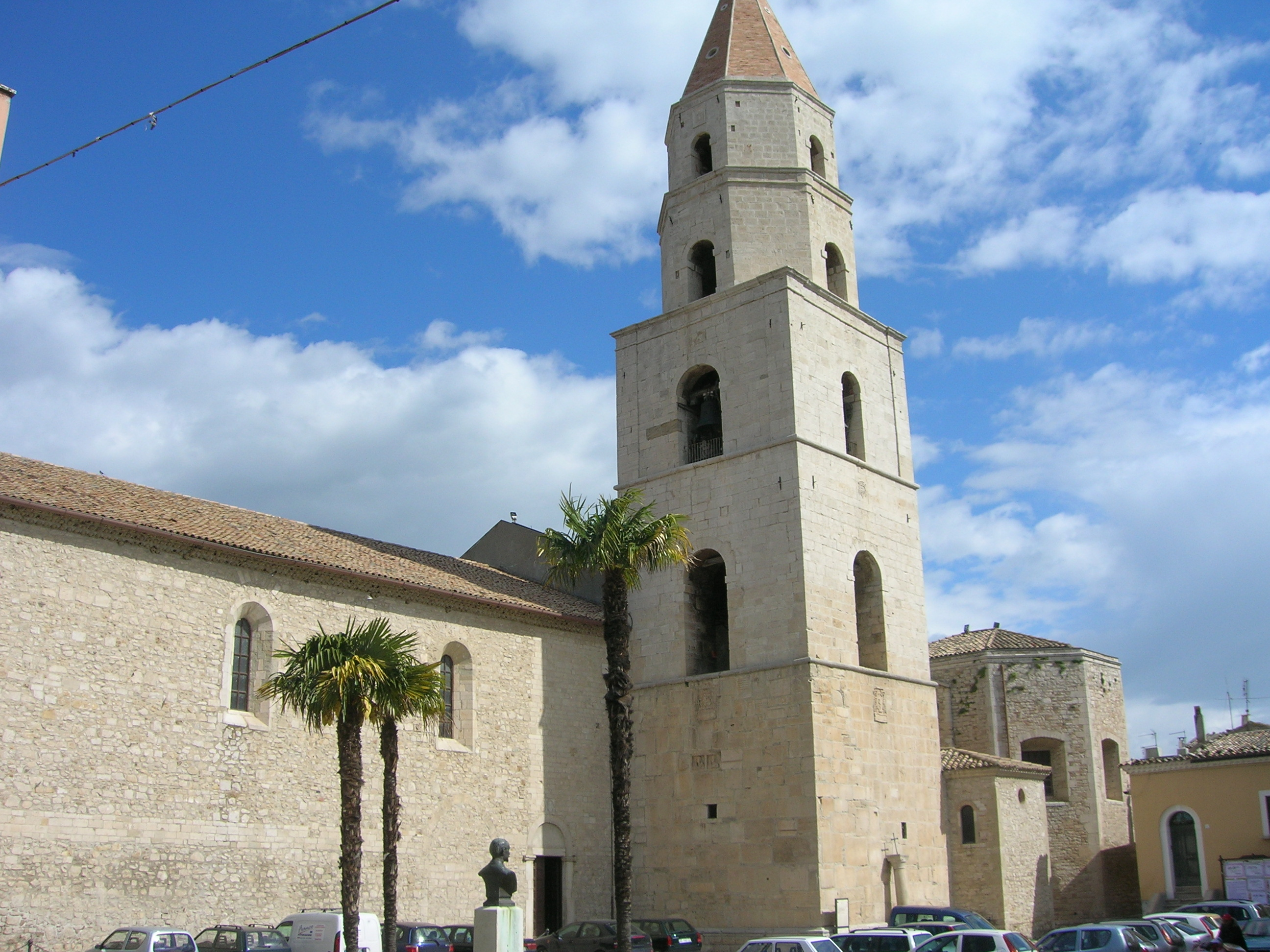
Cokathedraal van Venosa

## Bisschoppen van Melfi-Rapolla-Venosa
- 1986–2002: Vincenzo Cozzi (vanaf 1981 bisschop van Melfi-Rapolla)
- 2002-2015: Gianfranco Todisco